# Договор о дружбе и сотрудничестве между Испанией и Экваториальной Гвинеей (1980)
Договор о дружбе и сотрудничестве между Испанией и Экваториальной Гвинеей — международный договор, подписанный 23 октября 1980 года в Мадриде первым вице-президентом и уполномоченным министерства иностранных дел Экваториальной Гвинеи Флоренсио Майе Эла и министром иностранных дел Испании Хосе Педро Перес-Льорка. Договор был опубликован в BOE 27 июля 1981 года.

## История

### Предшествующие события
После начала дипломатического кризиса между Испанией и Экваториальной Гвинеей в 1969 году отношения двух стран похолодели. Хотя 12 октября 1969 года было подписано соглашение о культурном сотрудничестве, а позднее, 24 июля 1971 года, еще два соглашения, диктатура Франсиско Масиаса, подкреплённая Конституцией Экваториальной Гвинеи 1973 года, прекратила все дипломатические контакты с Испанией. За это время в Испании пал режим Франсиско Франко (1975 год), положив начало конституционной монархии Хуана Карлоса I и правительству Адольфо Суареса. Падение в Экваториальной Гвинее диктатуры 3 августа 1979 года в результате военного переворота и установление режима Теодоро Обианга позволили восстановить двусторонние отношения между двумя странами, и 31 октября 1979 года было подписано первое с 1971 года соглашение о сотрудничестве между двумя странами и протокол действий к нему, за которым 5 декабря 1979 года последовало соглашение о финансовом сотрудничестве и два протокола.

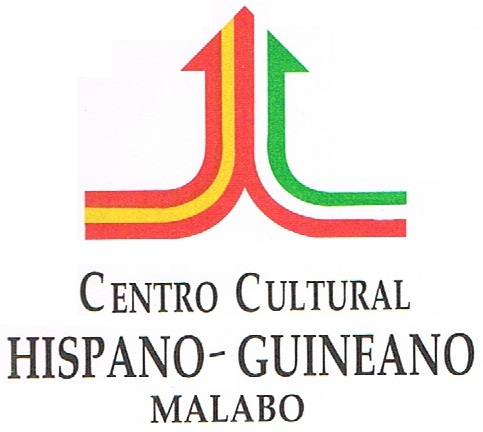
Эмблема Испано-гинейского культурного центра смешанного управления, действовавшего в течение двух десятилетий в соответствии с Договором о дружбе и сотрудничестве.

В том же 1980 году, за несколько месяцев до подписания Договора, между двумя странами было согласовано семь соглашений или протоколов, включая разрешавшие присутствие испанского UNED в Малабо и Бате. Через два года после подписания будет открыт Испано-гвинейский культурный центр, который после двух десятилетий интенсивной работы превратился в Испанский культурный центр в Малабо (2003 г.) и его аналог в Бате (2001 г.).

### Договор
Текст начинался с признания ошибок, совершённых Масиасом, и желания обеих стран устранить их:

Принимая во внимание:

Что после политических перемен, произошедших 3 августа 1979 года, новое правительство Республики Экваториальная Гвинея обратилось к правительству и народу Испании с просьбой оказать им помощь в восстановлении страны.
Что отношения между Испанией и Республикой Экваториальная Гвинея, всегда основанные на невмешательстве во внутреннюю политику, вступили тогда в новый этап, характеризующийся глубоким стремлением к сотрудничеству.— Договор о дружбе и сотрудничестве между Королевством Испания и Республикой Экваториальная Гвинея от 23 октября 1980 года

Введение
После Договора был создан ряд совместных предприятий, по 50% принадлежащих каждой стране, в том числе GEPSA (нефтяная компания, в учреждении которой участвовала испанская компания Hispanoil), GEMSA (минералы, испанская часть принадлежала ADARO, компания INI), Guinextebak (Внешний Банк Экваториальной Гвинеи и Испании), CETA ( Compañía Ecuatoguineana de Transporte Aéreo) и OFICAR для городских пассажирских перевозок.
Через пару недель после подписания Договора о дружбе между Испанией и Гвинеей Теодоро Обианг совершил свою первую поездку во Францию, накануне поездки короля и королевы Испании через Габон и Камерун, с остановкой в Экваториальной Гвинее, в первой половине декабря. По возвращении из Парижа Обианг сделал остановку в Рабате (Марокко).